# Without You (The Kid Laroi)
Without You is een nummer van de Australische rapper en zanger The Kid Laroi. Het nummer werd op 18 december 2020 uitgebracht als de tweede single (vijfde overall) en de eerste internationale single van de deluxe editie van Laroi's debuut-mixtape F*ck Love. 

## Achtergrond
Op "Without You", portretteert The Kid Laroi hoe een haat-liefdeverhouding eruitziet, waarbij hij zijn gevoelens voor een meisje overbrengt, terwijl hij te maken heeft met de strijd tegen liefdesverdriet. 
In december 2020 begon het nummer viraal te gaan in de video-app TikTok. Het nummer haalde naast de hitlijsten van zijn eigen land Australië ook de hitlijsten van verschillende Europese landen en een top 20-notering in Canada.

## Hitlijsten

### NederlandseSingle Top 100
| Hitnotering: 12-12-2020 tot heden | Hitnotering: 12-12-2020 tot heden | Hitnotering: 12-12-2020 tot heden | Hitnotering: 12-12-2020 tot heden | Hitnotering: 12-12-2020 tot heden | Hitnotering: 12-12-2020 tot heden | Hitnotering: 12-12-2020 tot heden | Hitnotering: 12-12-2020 tot heden | Hitnotering: 12-12-2020 tot heden | Hitnotering: 12-12-2020 tot heden | Hitnotering: 12-12-2020 tot heden | Hitnotering: 12-12-2020 tot heden | Hitnotering: 12-12-2020 tot heden | Hitnotering: 12-12-2020 tot heden | Hitnotering: 12-12-2020 tot heden | Hitnotering: 12-12-2020 tot heden | Hitnotering: 12-12-2020 tot heden | Hitnotering: 12-12-2020 tot heden | Hitnotering: 12-12-2020 tot heden | Hitnotering: 12-12-2020 tot heden |
| Week:                             | 1                                 | 2                                 | 3                                 | 4                                 | 5                                 | 6                                 | 7                                 | 8                                 | 9                                 | 10                                | 11                                | 12                                | 13                                | 14                                | 15                                | 16                                | 17                                | 18                                | 19                                |
| --------------------------------- | --------------------------------- | --------------------------------- | --------------------------------- | --------------------------------- | --------------------------------- | --------------------------------- | --------------------------------- | --------------------------------- | --------------------------------- | --------------------------------- | --------------------------------- | --------------------------------- | --------------------------------- | --------------------------------- | --------------------------------- | --------------------------------- | --------------------------------- | --------------------------------- | --------------------------------- |
| Positie:                          | 49                                | 38                                | 36                                | 41                                | 13                                | 9                                 | 4                                 | 4                                 | 4                                 | 2                                 | 3                                 | 4                                 | 6                                 | 8                                 | 9                                 | 10                                | 12                                | 13                                | 14                                |
| Week:                             | 20                                | 21                                | 22                                | 23                                | 24                                | 25                                | 26                                | 27                                | 28                                | 29                                | 30                                | 31                                | 32                                | 33                                | 34                                | 35                                | 36                                |                                   |                                   |
| Positie:                          | 16                                | 20                                | 16                                | 22                                | 37                                | 61                                | 55                                | 63                                | 70                                | 71                                | 72                                | 79                                | 71                                | 80                                | 75                                | 90                                | 94                                | uit                               |                                   |

### VlaamseUltratop 50
| Hitnotering: 26-12-2020 tot 10-07-2021 en 15-08-2021 | Hitnotering: 26-12-2020 tot 10-07-2021 en 15-08-2021 | Hitnotering: 26-12-2020 tot 10-07-2021 en 15-08-2021 | Hitnotering: 26-12-2020 tot 10-07-2021 en 15-08-2021 | Hitnotering: 26-12-2020 tot 10-07-2021 en 15-08-2021 | Hitnotering: 26-12-2020 tot 10-07-2021 en 15-08-2021 | Hitnotering: 26-12-2020 tot 10-07-2021 en 15-08-2021 | Hitnotering: 26-12-2020 tot 10-07-2021 en 15-08-2021 | Hitnotering: 26-12-2020 tot 10-07-2021 en 15-08-2021 | Hitnotering: 26-12-2020 tot 10-07-2021 en 15-08-2021 | Hitnotering: 26-12-2020 tot 10-07-2021 en 15-08-2021 | Hitnotering: 26-12-2020 tot 10-07-2021 en 15-08-2021 | Hitnotering: 26-12-2020 tot 10-07-2021 en 15-08-2021 | Hitnotering: 26-12-2020 tot 10-07-2021 en 15-08-2021 | Hitnotering: 26-12-2020 tot 10-07-2021 en 15-08-2021 | Hitnotering: 26-12-2020 tot 10-07-2021 en 15-08-2021 | Hitnotering: 26-12-2020 tot 10-07-2021 en 15-08-2021 |
| Week:                                                | 1                                                    | 2                                                    | 3                                                    | 4                                                    | 5                                                    | 6                                                    | 7                                                    | 8                                                    | 9                                                    | 10                                                   | 11                                                   | 12                                                   | 13                                                   | 14                                                   | 15                                                   |                                                      |
| ---------------------------------------------------- | ---------------------------------------------------- | ---------------------------------------------------- | ---------------------------------------------------- | ---------------------------------------------------- | ---------------------------------------------------- | ---------------------------------------------------- | ---------------------------------------------------- | ---------------------------------------------------- | ---------------------------------------------------- | ---------------------------------------------------- | ---------------------------------------------------- | ---------------------------------------------------- | ---------------------------------------------------- | ---------------------------------------------------- | ---------------------------------------------------- | ---------------------------------------------------- |
| Positie:                                             | 35                                                   | 12                                                   | 20                                                   | 6                                                    | 5                                                    | 4                                                    | 2                                                    | 5                                                    | 4                                                    | 2                                                    | 2                                                    | 5                                                    | 1                                                    | 5                                                    | 7                                                    |                                                      |
| Week:                                                | 16                                                   | 17                                                   | 18                                                   | 18                                                   | 19                                                   | 20                                                   | 21                                                   | 22                                                   | 23                                                   | 24                                                   | 25                                                   | 26                                                   | 27                                                   |                                                      | 28                                                   |                                                      |
| Positie:                                             | 5                                                    | 6                                                    | 6                                                    | 7                                                    | 11                                                   | 14                                                   | 17                                                   | 23                                                   | 33                                                   | 38                                                   | 39                                                   | 39                                                   | 38                                                   | uit                                                  | 50                                                   |                                                      |